# Cleistanthus rufescens
Cleistanthus rufescens är en emblikaväxtart som beskrevs av Eugene Jablonszky. Cleistanthus rufescens ingår i släktet Cleistanthus och familjen emblikaväxter. Inga underarter finns listade i Catalogue of Life.